# آلوارایس
آلوارایس یک شهرداری است که در ایالت آمازوناس (برزیل) واقع شده است.

این شهرداری شامل ۳۷٪ از جنگل ملی تفه است که در ۱۹۸۹ ایجاد شد.